# Галичанин (газета)
«Галича́нин» — ежедневная газета русофильской ориентации во Львове, издававшаяся в 1893—1913 годах.
Газета выходила пять раз в неделю и стоила в розницу 20 геллеров, годовая подписка обходилась в 28 австрийских крон. Редакция располагалась по адресу улица Бляхарская, 13. Редактором «Галичанина» много лет был Осип Марков. До 1893 года газета выходила под другими названиями: «Новый Пролом» (1883—1887), «Червоная Русь» (1888—1891), «Галицкая Русь» (1891—1892).

## Структура газеты
Номер состоял из четырёх полос, первую полосу, реже вторую обычно занимали большие статьи, освещающие тот или иной животрепещущий вопрос. На второй и третьей странице в виде колонок с названиями «новинки», «всячина» и т. д. помещались короткие сообщения о тех или иных событиях жизни региона, Австро-Венгрии, присутствовала также колонка международных новостей, иногда печатались письма читателей. Последняя полоса была выделена под рекламные объявления, кроме того, там периодически печатались художественные произведения.

## Политическая линия
«Галичанин» последовательно отстаивал линию Русской народной партии, озвученную Осипом Мончаловским, которая исходила из положения о единстве русского народа (то есть восточных славян, наследников Киевской Руси) во всех его этнографических ответвлениях. С подобных позиций «Галичанин» часто и резко полемизировал с львовским «Делом», центральным органом украинской партии Галичины, освещал жизнь русофильских организаций. Кроме того, заметное место занимал на страницах «Галичанина» «польский вопрос» . Резко осуждался «польский шовинизм» в отношении «русского населения Галиции», выдвигались требования более широкого представительства русинов в администрации, полного уравнения русского языка с польским («русским» на страницах «Галичанина» назывался как русский литературный язык, так и карпато-украинские говоры).

## Язык
Газета первые несколько лет печаталась гражданским шрифтом на язычии, но под влиянием «новокурсников» переходит на русский литературный язык с рядом характерных украинских и/или специфично галицких особенностей, как в правописании, так и в лексике. Так, окончание глаголов писалось в форме «ти», а не «ть», использовался ряд служебных украинских слов («як, майже, що» вместо «как, почти, что»), а также некоторые слова, частично украинские, частично заимствованные из польского и немецкого языка, обозначавшие привычные читателям предметы и понятия — кава, друк, крук, хрунь, фаховый и т. д.

## Пример текста
18 лютого (3 березня)
Электричный трамвай во Львове
Львовская городская дума решила в своем последнем заседании заключить заем в высоте 10 миллионов корон на расширение электричной трамваевой сети. Постройка центральной электричной станции начнется с весной тек. года, поодинокие же линии будут построены в следующем порядку: Передовсим 1) на повыставочную площадь; 2) до Железной воды; 3) на Зеленое и к церкви св. Петра; 4) на Высокий замок — впоследствии поочередно на Яновское предместье, Замарстынов и к городской скотобойне. В тек. году не будет открыта ниякая новая линия, так як постройка центральной станции будет требовати дольшого времени, а также по поводу, что нет вагонов. Линию на повыставочную площадь можно будет открыть в текущем году лишь провизорично, а на Высокий замок только в лете 1908 г.